# Grădinari, Olt
Grădinari là một xã thuộc hạt Olt, România. Dân số thời điểm năm 2002 là 2539 người.